# Bristol (Île-du-Prince-Édouard)
Pour les articles homonymes, voir Bristol.
Bristol est une communauté du Canada située sur l'Île-du-Prince-Édouard, dans le comté de Kings. Elle se trouve à l'ouest de Morell.